# Acrapex unicolora
Acrapex unicolora är en fjärilsart som beskrevs av George Francis Hampson 1910. Acrapex unicolora ingår i släktet Acrapex och familjen nattflyn. Inga underarter finns listade i Catalogue of Life.